# Комунарка
Комуна̀рка (на руски: Коммунарка) е посьолок в централната европейска част на Русия, част от Москва. Населението му е около 5200 души (2010).
Разположен е на 173 метра надморска височина на Смоленско-Московското възвишение, на 23 километра югозападно от центъра на Москва и на 137 километра североизточно от Калуга. Селището възниква около създаден през 1925 година совхоз. През 30-те и 40-те години там действа голям полигон за разстрели, на които са избити над 10 хиляди души. Днес то е жилищно предградие на Москва.

## Известни личности
Починали в Комунарка
- Ян Берзин (1889 – 1938), разузнавач
- Николай Бухарин (1888 – 1938), политик
- Алексей Гастев (1882 – 1939), общественик
- Николай Жиляев (1881 – 1938), композитор
- Маркос Марковитис (1905 – 1938), гръцки политик
- Борис Пилняк (1894 – 1938), писател
- Евгений Поливанов (1891 – 1938), езиковед
- Борис Шумяцки (1886 – 1938), политик
- Генрих Ягода (1891 – 1938), политик